# Lista de vereadores de Fortaleza da 18.ª legislatura
Essa é uma lista de vereadores de Fortaleza eleitos em 2016 para o período 2017-2020.

## Mesa Diretora
A Mesa Diretora teve a seguinte composição:
| Partido | Parlamentar      | Cargo              |
| ------- | ---------------- | ------------------ |
| PDT     | Antonio Henrique | Presidente         |
| PDT     | Adail Junior     | 1º Vice-Presidente |
| PDT     | Raimundo Filho   | 2º Vice-Presidente |
| PDT     | Gardel Rolim     | 3º Vice-Presidente |
| PSD     | Idalmir Feitosa  | 1º Secretário      |
| PDT     | Zier Férrer      | 2º Secretário      |
| PP      | Bá               | 3ª Secretária      |

## Vereadores eleitos
Segue a relação dos vereadores eleitos:
| Candidato(a)          | Partido | Votação     | Votação |
| Candidato(a)          | Partido | Porcentagem | Total   |
| --------------------- | ------- | ----------- | ------- |
| Célio Studart         | SD      | 3,05%       | 38 278  |
| Adail Jr              | PDT     | 1,27%       | 15 912  |
| Salmito               | PDT     | 1,24%       | 15 551  |
| Antonio Henrique      | PDT     | 1,07%       | 13 411  |
| Iraguassú Filho       | PDT     | 0,97%       | 12 204  |
| Renan Colares         | PDT     | 0,92%       | 11 525  |
| Dr. Elpídio           | PDT     | 0,83%       | 10 394  |
| Benigno Júnior        | PSD     | 0,72%       | 9 082   |
| Didi Mangueira        | PDT     | 0,72%       | 9 010   |
| Márcio Cruz           | PSD     | 0,68%       | 8 599   |
| Evaldo Costa          | PRB     | 0,68%       | 8 586   |
| Mairton Félix         | PDT     | 0,66%       | 8 323   |
| Jonh Monteiro         | PDT     | 0,66%       | 8 322   |
| Dr Luciram Girão      | PDT     | 0,66%       | 8 239   |
| Professor Evaldo Lima | PCdoB   | 0,65%       | 8 149   |
| Zier Férrer           | PDT     | 0,65%       | 8 134   |
| Paulo Martins         | PRTB    | 0,64%       | 8 004   |
| Odécio Carneiro       | SD      | 0,63%       | 7 877   |
| Marcelo Lemos         | PSL     | 0,63%       | 7 869   |
| Soldado Noelio        | PR      | 0,60%       | 7 528   |
| Bá                    | PTC     | 0,58%       | 7 337   |
| Cláudia Gomes         | PTC     | 0,58%       | 7 307   |
| Marta Gonçalves       | PEN     | 0,53%       | 6 685   |
| José Freire           | PEN     | 0,53%       | 6 598   |
| Emanuel Acrizio       | PRP     | 0,52%       | 6 500   |
| Guilherme Sampaio     | PT      | 0,50%       | 6 317   |
| Acrísio Sena          | PT      | 0,50%       | 6 239   |
| Frota Cavalcante      | PTN     | 0,50%       | 6 228   |
| Jorge Pinheiro        | PSDC    | 0,48%       | 5 969   |
| Julierme Sena         | PR      | 0,47%       | 5 938   |
| Plácido               | PSDB    | 0,46%       | 5 804   |
| Priscila Costa        | PRTB    | 0,44%       | 5 491   |
| Portinho              | PRTB    | 0,44%       | 5 466   |
| Esio Feitosa          | PPL     | 0,44%       | 5 466   |
| Casimiro Neto         | PMDB    | 0,42%       | 5 282   |
| Michel Lins           | PPS     | 0,42%       | 5 275   |
| Gardel Rolim          | PPL     | 0,41%       | 5 107   |
| Raimundo Filho        | PRTB    | 0,40%       | 5 079   |
| Marilia do Posto      | PRP     | 0,37%       | 4 639   |
| Larissa Gaspar        | PPL     | 0,35%       | 4 445   |
| Idalmir Feitosa       | PR      | 0,35%       | 4 338   |
| Marcio Martins        | PR      | 0,35%       | 4 309   |
| Dummar Ribeiro        | PPS     | 0,25%       | 3 115   |